# 荻生徂徠
荻生徂徠（日语：／ Ogyū Sorai，1666年3月21日—1728年2月28日），名双松，字茂卿，号徂徕（ㄘㄨˊ ㄌㄞˊ），又号蘐（ㄒㄩㄢ）园。日本儒学家，蘐园学派的创立者，被誉为“日本近代政治理论的奠基人”。

## 生涯
出生在江戶，是一个武士之家的次子。幼时勤勉好學，師從儒學家林鵞峰和林鳳岡。父荻生景明是德川綱吉的御醫。延寶七年（1679），其父因惹怒了德川綱吉被判放逐，荻生一家也被迫從江戶搬遷至其母的故鄉上總國長柄郡的本納村（今茂原市）。在13年的本纳村生活中，荻生徂徠自學了漢學、日本學及佛學，學問突飛猛進。元祿五年（1692），幕府赦免了徂徠之父的罪過，徂徕一家得以返回江戶。回到江戶后，徂徕在增上寺附近開辦私塾。相传当时十分贫困的徂徕，受到了附近豆腐店老板的大力帮助。徂徕发迹后，为了报答恩情，每月会拿出一部分俸禄赠予豆腐店老板。赤穗事件中豆腐店不幸被浪人烧毁，徂徕便出资重建了被浪人烧毁的豆腐店，因此留下了“徂徕豆腐”的逸闻。
元禄九年（1696），将军纲吉的亲信柳泽吉保提拔徂徕做自己的讲师，经常就政事询问徂徕的意见。赤穗事件中，儒士们就义士的处置问题争论不休。徂徕认为赤穗义士的行为违背了幕府的法律，罪已至死，但他们的行动符合武士道的义理，故应该让义士们保留武士的尊严，用切腹的方式自行了断。徂徕的建议令柳泽吉保十分满意，最终幕府的判罚与徂徕的意见相同，徂徕因此名声大振。宝永六年（1709），德川纲吉去世，其亲信柳泽吉保失去了政治地位。荻生徂徕于当年离开柳泽府邸，在茅场町开办了蘐园私塾，吸引了大批学生，逐渐形成了蘐园学派（又称徂徕派）。
隨着蘐園學派的發展，荻生徂徕的名氣也越来越大。時人評價：徂徕的一句批評，能讓人
萬念俱灰；而徠的一句表揚，能讓人欣喜若狂。享保七年（1722）後，荻生徂徠得到幕府第八代將軍德川吉宗的賞識，經常在政事上提供建議。1728年享有盛名的荻生徂徠去世，享壽63岁，葬於江戶長松寺。

## 思想贡献
荻生徂徕在日本思想史上的最大贡献，就是提出了“圣人创立了理”这一观点。在此之前，受程朱理学影响，日本学者普遍相信天理先于人类的出现，是“神创立了理”，因而认为儒家经典中的“理”是不可随时代变动的。
通过研究儒家经典，徂徕认为上古时代的圣人们为了人类世界的和谐而设立了“理”，因此儒家经典中的“天理”不是由神，而是由人创立的。随着时光的流逝，圣人创建的制度被凡人莽夫篡改得面目全非。因此，当权者可以审时度势，遵照上古时代的“理”，对现有的规章制度进行修改。只要修改后的规章制度有助于人类世界的和谐，那就可以说是顺应天理的。他曾自嘲称：无知的我不信奉释迦摩尼，只信奉圣人。 荻生徂徕对第八代将军德川吉宗寄予厚望，希望他能发起改革，重建等级森严、井然有序的封建制度。
政治上，荻生徂徕支持德川幕府的统治，认为幕府将军具有至高无上的权力，宣称“日本国全境都是将军的领地”，将军可以随意征调使用土地上的资源。同时，他还要求加强中央集权，建议减少大名的封地。
经济上，徂徕对元禄（1688-1703）以来的奢靡之风深恶痛绝，對戲劇、狂言亦十分厭惡，要求人们重归德川幕府初期的朴素之风。他尤其讨厌那些退休在家颐养天年的富商：这些人没有需要统治的领地，没有下属，无须像武士那样履行职责，但他们却像大名一样，拥有奢华的衣着、食物和住所。
思想上，徂徕反对朱熹提倡的“存天理，灭人欲”，鼓励人们正视自己的情感和欲望，并用合适的方式去表达情感：人类总会不由自主地思考，即使他无悲无喜，他仍会去思考各种各样的事情。所以当他喜悦、生气、悲伤、骄傲、爱恋或者憎恨时，他会不由自主地表露情感并为此发声。中国的诗与日本的和歌是相似的，它们并不是为了展现天理、规范或者统治之术，也不是为了维护世间的和平和稳定，（人们用诗来表达情感）。但是徂徕也强调，每个人的欲望应该与他们所处的等级相符。

## 影响
荻生徂徕的思想，打破了当时程朱理学在日本的统治地位。在程朱理学的话语体系中，德川幕府的封建制度符合由神创立的“理”。徂徕指出“理”并非神创，而是由圣人建立的。因此，德川幕府的封建制度并非神授，而是由人创立的。在荻生徂徕思想的基础上，后来的日本学者不断对德川幕府的统治以及封建制度本身提出疑问，最终带来了宽政二年（1790）的“宽政异学之禁”。然而，即使幕府对“异端”思想极力镇压，也无法阻止时代潮流的发展。数十年后，随着西方势力的到来，德川幕府再也无法禁锢国内学者的思想，最后于1868年彻底垮台。

## 作品
- 弁道
- 弁名
- 擬自律書
- 太平策
- 政談　岩波文庫
- 学則
- 論語徴　平凡社東洋文庫